# Кріс Рок
Крістофер Джуліус (Кріс) Рок (англ. Christopher Julius 'Chris' Rock; нар. 7 лютого 1965) — американський актор, комік, сценарист, теле- і кінопродюсер, режисер.

## Біографія

### Кар'єра
Перш за все знаний як комік, що працює в стилі стендап.
У другій половині 1980-х заробив славу комедійного кіноактора, граючи маленькі ролі в таких фільмах як «Нью-Джек-Сіті» і «Я дістану тебе, покидьку». Його роботу в нічних клубах побачив Едді Мерфі, який допоміг йому просунути кар'єру і влаштував його в фільм «Поліцейський із Беверлі-Гіллз 2».
Потім грав в багатьох комедіях на початку 1990-х. Хоча він і грав багато інших ролей, глядачі асоціювали його з його персонажем Nat X. Літом 1993 року Рок був звільнений з SNL. Після цього Рок спробував пробитися в Голлівуд, але не зміг ніде пройти кастинг, і він знову зайнявся Стендап комеді.
Шоу Bring the Pain в 1996 році принесло Крісу славу найгарячішого актора у своєму жанрі. Додала популярності й роль коментатора в Comedy Central на президентських виборах в 1996 році. Після цього Рок став отримувати багато ролей, що зробили його одним з найпопулярніших коміків в Америці.
На додачу до гри у 3-х комедійних шоу: Bring the Pain в 1996 році, Bigger and Blacker в 1999 році та, найголовніше, Never Scared в 2004 році. Також Кріс вів ток-шоу на каналі HBO, The Chris Rock Show, де він брав інтерв'ю у багатьох відомих людей.
Його телевізійні роботи принесли йому 3 премії Еммі, а також 15 номінацій за його гру і сценарії. У 2004 році Рок був названий 5-м найвеличнішим виконавцем в жанрі стендап комеді на Comedy Central. До того часу Рок записав свої комедії в книгу Rock This, а також випустив два диски (Bigger and Blacker і Born Suspect), які стали бестселлерами.
На початку кар'єри діставались тільки маленькі та епізодичні ролі, але в середині 1990-х він почав отримувати й головні ролі: «Догма», «Ніндзя з Беверлі-Гіллз», «Смертельна зброя 4», «Сестричка Бетті», «Назад на Землю» і Head of State.
У 2005 році був ведучим 77-ї церемонії нагородження премії «Оскар», у 2016 його вдруге було запрошено на цю роль.
2022 року втретє був ведучим 94-ї церемонії нагородження премії «Оскар» і під час вручення нагород спровокував найскандальніший момент в історії вручення премії «Оскар», невдало пожартувавши про зачіску Джади Пінкетт-Сміт (жінка хворіє на алопецію), після чого її чоловік Вілл Сміт піднявся з місця, вийшов на сцену і вдарив Рока по обличчю.

### Особисте життя
Кріс Рок одружений з Малаак Коптон-Рок (англ. Malaak Compton-Rock) з 23 листопада 1996 року. Вона — засновниця і виконавча директорка StyleWorks, компанії, що надає безплатні послуги неблагополучним жінкам. У них є дві доньки, Лола Сімоне (англ. Lola Simone) (нар. 28 червня 2002) і Зара Саванна (англ. Zahra Savannah) (нар. 22 травня 2004).
Ендрю Рок, Чарльз Рок, Кенні Рок, і Тоні Рок — молодші брати Кріса. Їхній батько, Джуліус Рок мав виразку шлунка і помер 1988 року після операції.
У 2005—2009 роках Кріс зняв напівавтобіорафічний телеситком «Усі ненавидять Кріса» про життя своєї родини у 1980-ті роки в Брукліні.

## Фільмографія
| Рік  | Фільм                                           | Оригінальна назва фільму             | Роль                                   | Примітки                             |
| 1987 | Поліцейський із Беверлі Гіллз 2                 | Beverly Hills Cop II                 | Плейбой                                |                                      |
| 1988 |                                                 | Comedy's Dirtiest Dozen              |                                        |                                      |
| 1988 | Я дістану тебе, покидьку                        | I'm Gonna Git You Sucka              | Ріб Джойнт                             |                                      |
| 1989 |                                                 | Who Is Chris Rock?                   |                                        |                                      |
| 1991 | Нью-Джек-Сіті                                   | New Jack City                        | Пукі                                   |                                      |
| 1992 | Бумеранг                                        | Boomerang                            | Боні Т                                 |                                      |
| 1993 | СіБі4                                           | CB4                                  | Альберт Браун /Густо                   | також сценарист та продюсер          |
| 1995 | Пантера                                         | Panther                              | Юк Маус                                |                                      |
| 1995 | Безсмертні                                      | The Immortals                        | Дік Ентоні                             |                                      |
| 1996 | Сержант Білко                                   | Sgt. Bilko                           | 1-й лейтенант Остер                    |                                      |
| 1997 | Ніндзя з Беверлі-Хілз                           | Beverly Hills Ninja                  | Джой Вашингтон                         |                                      |
| 1998 | Доктор Дулітл                                   | Dr. Dolittle                         | Родні                                  | (озвучування)                        |
| 1998 | Смертельна зброя 4                              | Lethal Weapon 4                      | детектив Лі Баттерс                    |                                      |
| 1999 |                                                 | Torrance Rises                       |                                        |                                      |
| 1999 | Догма                                           | Dogma                                | Руфус                                  |                                      |
| 2000 | Сестричка Бетті                                 | Nurse Betty                          | Веслі                                  |                                      |
| 2001 | Назад на землю                                  | Down to Earth                        | Ленс Бартон                            | також сценарист та продюсер          |
| 2001 | Штучний розум                                   | AI: Artificial Intelligence          | робот, знищений на «Ярмарку плоті»     |                                      |
| 2001 | Путі Тенг                                       | Pootie Tang                          |                                        | також продюсер                       |
| 2001 | Осмозіс Джонс                                   | Osmosis Jones                        |                                        | (озвучування)                        |
| 2001 | Джей і мовчазний Боб завдають удару у відповідь | Jay and Silent Bob Strike Back       | Чака Лютер Кінг                        |                                      |
| 2002 | Погана компанія                                 | Bad Company                          | Джейк Хейс / Кевін Поуп / Майкл Тернер |                                      |
| 2002 | Комік                                           | Comedian                             |                                        |                                      |
| 2003 | Полі Шор мертвий                                | Pauly Shore Is Dead                  | камео                                  |                                      |
| 2003 | Глава держави                                   | Head of State                        | Мей Гільям                             | також режисер, сценарист та продюсер |
| 2004 |                                                 | The N-Word                           |                                        |                                      |
| 2004 | Папарацці                                       | Paparazzi                            | доставник піцци                        |                                      |
| 2005 | Аристократи                                     | The Aristocrats                      |                                        |                                      |
| 2005 | Мадагаскар                                      | Madagascar                           | Марті, зебра                           | (озвучування)                        |
| 2005 | Все або нічого                                  | The Longest Yard                     | Шустрила                               |                                      |
| 2007 | Здається, я кохаю свою дружину                  | I Think I Love My Wife               | Річард Маркус Купер                    | також режисер, сценарист та продюсер |
| 2007 | Бі Муві: Медова змова                           | Bee Movie                            | комар Лосегриз                         | (озвучування)                        |
| 2008 | Не займайте Зохана                              | You Don't Mess with the Zohan        | водій таксі                            |                                      |
| 2008 | Мадагаскар 2                                    | Madagascar: Escape 2 Africa          | Марті, зебра                           | (озвучування)                        |
| 2009 |                                                 | Good Hair                            |                                        |                                      |
| 2009 | Веселого Мадагаскару                            | Merry Madagascar                     | Марті, зебра                           | (озвучування)                        |
| 2010 | Однокласники                                    | Grown Ups                            | Курт Маккензі                          |                                      |
| 2010 | Смерть на похоронах                             | Death at a Funeral                   | Аарон                                  |                                      |
| 2012 | 2 дні у Нью-Йорку                               | 2 Days in New York                   | Мінгус Робінсон                        |                                      |
| 2012 | Чого чекати, коли чекаєш на дитину              | What to Expect When You're Expecting | Вік                                    |                                      |
| 2012 | Мадагаскар 3                                    | Madagascar 3: Europe's Most Wanted   | Марті, зебра                           | (озвучування)                        |
| 2013 |                                                 | Madly Madagascar                     | Марті, зебра                           | (озвучування)                        |
| 2013 | Однокласники 2                                  | Grown Ups 2                          | Курт Маккензі                          |                                      |
| 2014 |                                                 | Top Five                             | Андре Аллен                            | також режисер та сценарист           |
| 2015 | Дуже Мюрреєвське Різдво                         | A Very Murray Christmas              |                                        |                                      |
| 2017 |                                                 | Sandy Wexler                         |                                        |                                      |
| 2018 |                                                 | The Week Of                          |                                        |                                      |
| 2018 | Nobody's Fool                                   |                                      |                                        |                                      |
| 2019 | Моє ім'я Долемайт                               | Dolemite Is My Name                  | Дедді Феттс                            |                                      |
| 2020 |                                                 | The Roads Not Taken                  |                                        |                                      |
| 2020 | Відьми                                          | The Witches                          |                                        |                                      |
| 2020 | Фарґо                                           | Fargo (TV series)                    | (4-й сезон, головна роль)              |                                      |
| 2021 |                                                 | Bad Trip                             |                                        |                                      |
| 2021 | Пила: спіраль                                   | Spiral: From the Book of Saw         | детектив Єзекіїль Бенкс                | також продюсер                       |
| 2021 | The One and Only Dick Gregory                   |                                      |                                        |                                      |
| 2022 | Амстердам                                       | Amsterdam                            |                                        |                                      |

## Дискографія
- 1991 — Born Suspect
- 1996 — Bring the Pain
- 1997 — Roll With the New
- 1999 — Bigger & Blacker
- 2005 — Never Scared